# Gnophos anastomosaria
Gnophos anastomosaria är en fjärilsart som beskrevs av Leo Schwingenschuss. Gnophos anastomosaria ingår i släktet Gnophos och familjen mätare. Inga underarter finns listade i Catalogue of Life.